# Sabine Hossenfelder
Sabine Hossenfelder (Frankfurt del Main, Alemanya, 18 de setembre de 1976) és una investigadora i autora alemanya especialitzada en física teòrica i gravetat quàntica. És investigadora a l'Institut d'Estudis Avançats de Frankfurt, on té a càrrec seu un grup d'anàlisi gravitatòria, alhora que es dedica també a la divulgació científica. Així, és autora del llibre Lost in Math: How Beauty Leads Physics Astray, on explica de manera accessible al públic general conceptes fonamentals de física i cosmologia.

## Formació i recerca
Va completar la seva educació universitària a la Universitat Johann Wolfgang Goethe el 1997. Tot seguit hi va obtenir un màster i va escriure una tesi titulada Producció de partícules en camps gravitacionals dependents del temps, que va completar el 2000. El 2003 va obtenir el doctorat a la mateixa institució amb la tesi Black Holes in Large Extra Dimensions.
Es va quedar a Darmstadt, Alemanya, fins al 2004 com a investigadora i fent un postdoctorat al Gesellschaft für Schwerionenforschung (Centre de Recerca d'Ions Pesats). Es va traslladar als Estats Units d'Amèrica després de rebre una beca de recerca per a la Universitat d'Arizona, a Tucson, a la Universitat de Califòrnia, a Santa Bàrbara i a l'Institut Perimeter de Física Teòrica, a Ontario, Canadà. Més endavant, el 2009, es va convertir en professora ajudant de l'Institut Nòrdic de Física Teòrica, NORDITA, situat a Estocolm. Des de l'any 2018 és investigadora a l'Institut d'Estudis Avançats de Frankfurt.
Les àrees de recerca de Hossenfelder són els fenòmens causats per la gravetat quàntica, incloent-hi l'estudi del principi de localitat i interaccions quàntiques. Un dels seus objectius és trobar evidència experimental de l'existència de la gravetat quàntica. Des de l'any 2007 es presenta com a ponent en una conferència anual anomenada Experimental Search for Quantum Gravity, dedicada a difondre les troballes que s'hagin produït en aquestes àrees esmentades. Com a divulgadora de la ciència, Hossenfelder ha escrit diversos blogs i articles en revistes científiques. Va col·laborar en les revistes Forbes, New Scientist, Nature i Scientific American. Va publicar el seu primer llibre al juny de 2018, titulat Lost in Math: How Beauty Leads Physics Astray, amb l'editorial Basic Books. La revista Nature, en ressenyar el llibre, va descriure l'obra com a «provocativa».

## Publicacions
- Hossenfelder, Sabine. Lost in Math: How Beauty Leads Physics Astray (en anglès).  Regne Unit: Basic Books, 2018. ISBN 9780465094264.